# Sárgafejű magvágó
A sárgafejű magvágó (Pheucticus chrysopeplus) a madarak osztályának verébalakúak (Passeriformes) rendjébe és a kardinálispintyfélék (Cardinalidae) családjába tartozó faj.

## Rendszerezése
A fajt Nicholas Aylward Vigors ír zoológus írta le 1832-ben, a Coccothraustes nembe Coccothraustes chrysopeplus néven.

## Alfajai
- Pheucticus chrysopeplus aurantiacus Salvin & Godman, 1891[2] vagy Pheucticus aurantiacus[1]
- Pheucticus chrysopeplus chrysopeplus (Vigors, 1832)
- Pheucticus chrysopeplus dilutus Rossem, 1934[2]

## Előfordulása
Az Amerikai Egyesült Államok délnyugati részén, valamint Mexikó és Guatemala területén honos. Természetes élőhelyei a szubtrópusi és trópusi síkvidéki és hegyi esőerdők, valamint száraz erdők és másodlagos erdők. Állandó, nem vonuló faj.

## Megjelenése
Testhossza 24 centiméter.
|  |

## Természetvédelmi helyzete
Az elterjedési területe nagyon nagy, egyedszáma még nagy, kis mértékben ugyan csökken, de még nem éri el a kritikus szintet. A Természetvédelmi Világszövetség Vörös listáján nem fenyegetett fajként szerepel.